# Re senza Dio
Re senza Dio (The Pagan Lord), pubblicato nel 2013, è il settimo romanzo del ciclo "storie dei re sassoni" di Bernard Cornwell.
Il libro è stato tradotto in finlandese, tedesco, italiano e numerose altre lingue; in inglese annovera moltissime edizioni e ristampe.

## Trama
Nella terra degli Angli sembra regnare la pace, ma Cnut Spadone ha un piano per mettere fine a questa pace. Uthred viene cacciato dai suoi possedimenti dai cristiani, la stessa gente che ha sempre protetto e più volte salvato. Decide allora di recarsi a nord, a reclamare Bebbanburg, ma dovrà ancora salvare il Wessex e la Mercia dai danesi.

## Edizioni
- Bernard Cornwell, Re senza dio, traduzione di Donatella Cerutti Pini e Sara Carrafini, La Gaja scienza, Longanesi, 19 giugno 2014,  p. 368, ISBN 9788830439375.
- Bernard Cornwell, Re senza dio, traduzione di Donatella Cerutti Pini e Sara Carrafini, Teadue, TEA, 12 novembre 2015,  p. 364, ISBN 9788850241576.
- Bernard Cornwell, Re senza dio, traduzione di Donatella Cerutti Pini e Sara Carrafini, Tea più, TEA, 18 ottobre 2018,  p. 364, ISBN 9788850251889.